# Río Avia
El río Avia es un río del noroeste de la península ibérica que discurre por la provincia de Orense, Galicia, España. Es un afluente del río Miño.

## Curso
El Avia nace en la sierra del Suído, cerca de Avión, en Fonte Avia y desemboca en el río Miño, cerca de Ribadavia, en O Coto do Frade. Tiene una longitud de 38 km.
Atraviesa los municipios de Avión, Boborás, Cenlle, Leiro y Ribadavia.
Sus afluentes principales son: río Maquiáns por la derecha; ríos Viñao, Arenteiro y Varón por la izquierda.
A mediados del siglo XIX, criaba «ricas truchas, anguilas, reos, otros peces y algunas lampreas». Aparece descrito en el primer volumen del Diccionario geográfico-estadístico-histórico de España y sus posesiones de Ultramar de Pascual Madoz con las siguientes palabras:

ABIA: r. de la prov. de Orense, part. jud. de Ribadávia; tiene su origen del derráme de varias fuentes, y alguons regatos que, deslizándose del monte Suido, forman los riach. Puente y Balsa, y despues de fertilizar el term. de Abelenda de Abion, corren unidos á pasar por el de Arnesidal, en donde le atraviesa un puente de madera; continua su curso hasta otro puente denominado de Pedreira, en donde se le junta el riach. Sendin, que tiene su nacimiento en la felig. de Couso; á poco trecho le cruza el puente llamado de Parada que consiste en un solo arco: á corta dist. de este desaguan en el Abia, aumentando su caudal, el Basdarias que tiene su orígen en la felig. de Barroco., y el de Penamarela ó Cordelle, poco menos rico que él y viene de los lím. de la prov. de Pontevedra. Pasa luego por el puente de Carbueyra de un solo arco bastante elevado, corre por debajo de Salon donde se le incorpora el riach. Vinao, por Pazos de Arenteyro recogiendo las aguas del riach. de este nombre y encuentra un puente de canteria de 3 arcos, destruido uno de los colaterales y recompuesto con madera; entra en la felig. de Sta. Maria de Gomariz recibiendo por la izq. el arroyo Baron; en la de Lebosende y S. Clodio donde se encuentra un puente de piedra tambien de 3 arcos; continua por los term. de Sta. Maria de Beade, S. Adrian de Vieyte, S. Lorenzo de Pena, Santiago de Esposende, S. Andrés de Campo-redondo, S. Cristóbal y S. Payo, sit. á su der. é izq.; sigue aumentando sus aguas con las del Barbana que se desprende de las sierras de la parr. de S. Pedro de Beyro, corre por el terr. de S. Adrian de Vieyte y pasa por el puente de este nombre á muy corta dist. del Abia, el cual sigue su curso por entre las parr. espresadas hasta Ribadavia, recibiendo antes de llegar a ésta, el riach. Maquianes que se atraviesa por el puente de un solo arco llamado de Beronza, corre por bajo del puente de Ribadávia, que es de tres arcos, y á corta dist., sin salir del terreno, desagua en el Miño en cuya confluencia hay una barca de paso. En su tortuoso tránsito ofrece algunos vados, da impulso á crecido número de molinos harineros, y con gastos poco considerables pudiera regar muchos prados y tierras de labor, con especialidad desde las riberas de S. Clodio por ambas márg. hasta Ribadavia que dist. 1 leg. larga; cria ricas truchas, anguilas, reos, otros peces y algunas lampreas.
(Madoz, 1845, p. 53)